# Manisztusu
Manisztusu – władca z dynastii akadyjskiej; objął rządy nad imperium akadyjskim w roku 2269 p.n.e., po 9 latach panowania jego młodszego brata Rimusza. Znane są opinie, że Manisztusu i Rimusz byli bliźniakami. Możemy się tego domyślać na podstawie znaczenia imienia Manisztusu („kto z nim jest?”).
Sprawował on władzę przez 15 lat, do roku 2255 p.n.e.
W czasie swego panowania interweniował na wschodzie w celu ugruntowania panowania nad Elamem. Rozwijał również handel szczególnie w kierunku południowym w celu pozyskania surowców. Najprawdopodobniej był również fundatorem świątyni Isztar w Niniwie. Ważnym zabytkiem jest również tzw. obelisk Manisztusu, który mówi o tym, że władca ten wykupywał znaczne połacie ziemi od wielkich właścicieli ziemskich. Manisztusu pozostawił imperium akadyjskie u szczytu swej potęgi swojemu synowi Naram-Sinowi.